# Nageire
Nageire (japonsky 投げ入れ) je termín označující jeden ze směrů aranžování ve stylu ikebana. Nageire se jako japonské umění aranžování květin snaží vytvořit harmonii lineární konstrukce, rytmu a barvy, zdůrazňuje linie díla. Ikebana věnuje pozornost váze, stonkům, listům a větvím stejnou měrou jako květům. Celá struktura japonského aranžování květin je založena na liniích alegorizujících nebe, zemi a lidstvo. Ikebana tyto prvky používá jako tři hlavní linie, osy aranžování. Styl nageire se hodí pro aranžování do štíhlých váz a aranžování větví. Nageire v překladu znamená "vhozená ([květina] [do vázy])".

## Popis
Nageire vychází ze stylu čabana (茶花, styl ikebany při čajovém obřadu (茶の湯)). Pokud je aranžmá ve váze, má tři hlavní linie - šin (真), soe (副え) a tai (体). Linie šin je obvykle jeden a půl násobek výšky vázy plus šířka vázy. Délka soe je asi dvě třetiny až tři čtvrtiny linie šin. Linie tai je dlouhá asi jedna třetinu až polovinu délky šin. V další literatuře jsou rovněž linie nazývány šin, soe, hikae, (控え) terminologie ikebany se liší u jednotlivých škol.
Rostlinný materiál se spojuje kubari (kousky větví 配り), ve váze linie mohou být i volně umístěny stonky ve vodě. Šin a soe se nesmí dotýkat okraje vázy. Špičky tří hlavních směrů tvoří nepravidelný trojúhelník. Vhodné materiály pro šin a soe jsou větve a květiny pro tai. Další floristické materiály mohou být přidány. Jako formy tohoto stylu, rozlišené podle klesající, visící formy ("suitai" vrchol šin se pohybuje mezi okraji vázy), a skloněné formy ("šatai" (斜体) vrchol šin vystupuje z vázy pod úhlem až 60 stupňů) a vzpřímené formě ("čokutai" (直体)forma kdy šin vystupuje z vázy v úhlu nad 60 stupňů).
Nepoužívá se kenzan nebo jiné technické pomůcky. Rostliny nebo květiny se upevňují na naříznuté větvičky, které se vkládají do váz. Do naříznutých větviček se zaklesnou naříznuté květiny. Do vázy lze vkládat pomocné konstrukce a opory z větviček. Silné větve (např. borovice) se přitloukají hřebíky.
Při stylu nageire stonek každé rostliny stojí zvlášť, aby vynikl přirozený charakter růstu, větve a stonky se mohou křížit, ořezávají se listy, větvičky i květy, pokud to zlepší charakter kompozice. Kompozice je často výrazná jednoduchostí a výraznými liniemi materiálu. Jsou rozlišovány styly: svislý, skloněný a kaskádovitý. je uváděno, že je při studiu stylu nageire sledovat úpravy lišící se přístupem k výrazu celku - dokonalý, střední a přírodní.